# Радужная вечеринка
Ра́дужная вечери́нка (англ. Rainbow party) — городская легенда, документально не подтверждаемая разновидность группового орального секса, якобы существующая среди подростков в США. Впервые упоминалась в «Шоу Опры Уинфри» в 2003 году. Телепередача вызвала многочисленные оживлённые обсуждения в СМИ, в связи с вопросами нарушения морали и общепринятых норм, несмотря на отсутствие каких-либо свидетельств в пользу того, что подобная форма сексуальных отношений действительно кем-либо практикуется.

## «Шоу Опры Уинфри»
Эпизод «Шоу Опры Уинфри», положивший начало распространению термина, назывался «Ведут ли ваши дети двойную жизнь?» и был посвящён ощущаемой обществом тенденции к распространению беспорядочных сексуальных отношений среди американской молодёжи и недостаточном внимании родителей к предполагаемому сексуальному опыту своих детей. Гостья передачи Мишель Берфорд сообщила аудитории о сексуальных обычаях подростков (сведения о которых она получила, проинтервьюировав около 50 подростков и их родителей), среди всего прочего сообщив о «радужных вечеринках», на которых одному или нескольким молодым людям последовательно делают минет девушки с губной помадой разных цветов, оставляя таким образом «радугу» цветных следов на их половых членах.
Кроме собственно секса, в радужных вечеринках предположительно присутствует элемент состязания — какая из девушек оставит следы ближе всего к основанию члена, что говорит об уровне владения техникой орального секса, и какой из молодых людей сможет составить на своём половом члене наиболее «полную» радугу.

## Критика
Передача была подвергнута критике со стороны сексологов и экспертов по психологии несовершеннолетних. Указывалось, что термин «радужная вечеринка» до упоминания его в «Шоу Опры Уинфри» не использовался, существование подобных сексуальных практик не подтверждается опросами подростков, а «соревнования», подобные описанным, крайне нехарактерны для подростковых коллективов.

## Книга
В 2005 году издательством Simon & Schuster была издана повесть Поля Радитиса «Радужная вечеринка». В книге рассказывается о компании подростков, которые устраивают «радужную вечеринку», в результате чего 39 школьников заражается гонореей.
Книга была рекомендована издателем для возрастов от 14 лет и старше, на том основании, что она является своего рода предупреждением для читателей об опасностях орального секса.
Однако книга вызвала противоречивый отклик. Экспертами указывалось, что подобная популяризация (пусть даже и в негативном контексте) вполне может пробудить у подростков любопытство к описанной разновидности сексуальных отношений, то есть результат прочтения книги вполне может оказаться обратным предполагаемому, в результате чего книга не продавалась некоторыми книжными магазинами и не выдавалась некоторыми библиотеками.